# Alloschizidium eeae
Alloschizidium eeae là một loài chân đều trong họ Armadillidiidae. Loài này được Argano & Utzeri miêu tả khoa học năm 1973.